# Kołotocznik wierzbolistny
Kołotocznik wierzbolistny (Buphthalmum salicifolium L.) – gatunek rośliny wieloletniej z rodziny astrowatych. 

## Występowanie i środowisko
Występuje w  środkowej i południowej Europie, głównie w górach. W Polsce nie notowana.
Rośnie na ubogich murawach nawapiennych, w widnych lasach zwłaszcza dębowych i sosnowych, na brzegach lasów, murawach stepowych na zboczach, skałach, wrzosowiskach do wysokości ok. 2000 m n.p.m.

## Morfologia i biologia

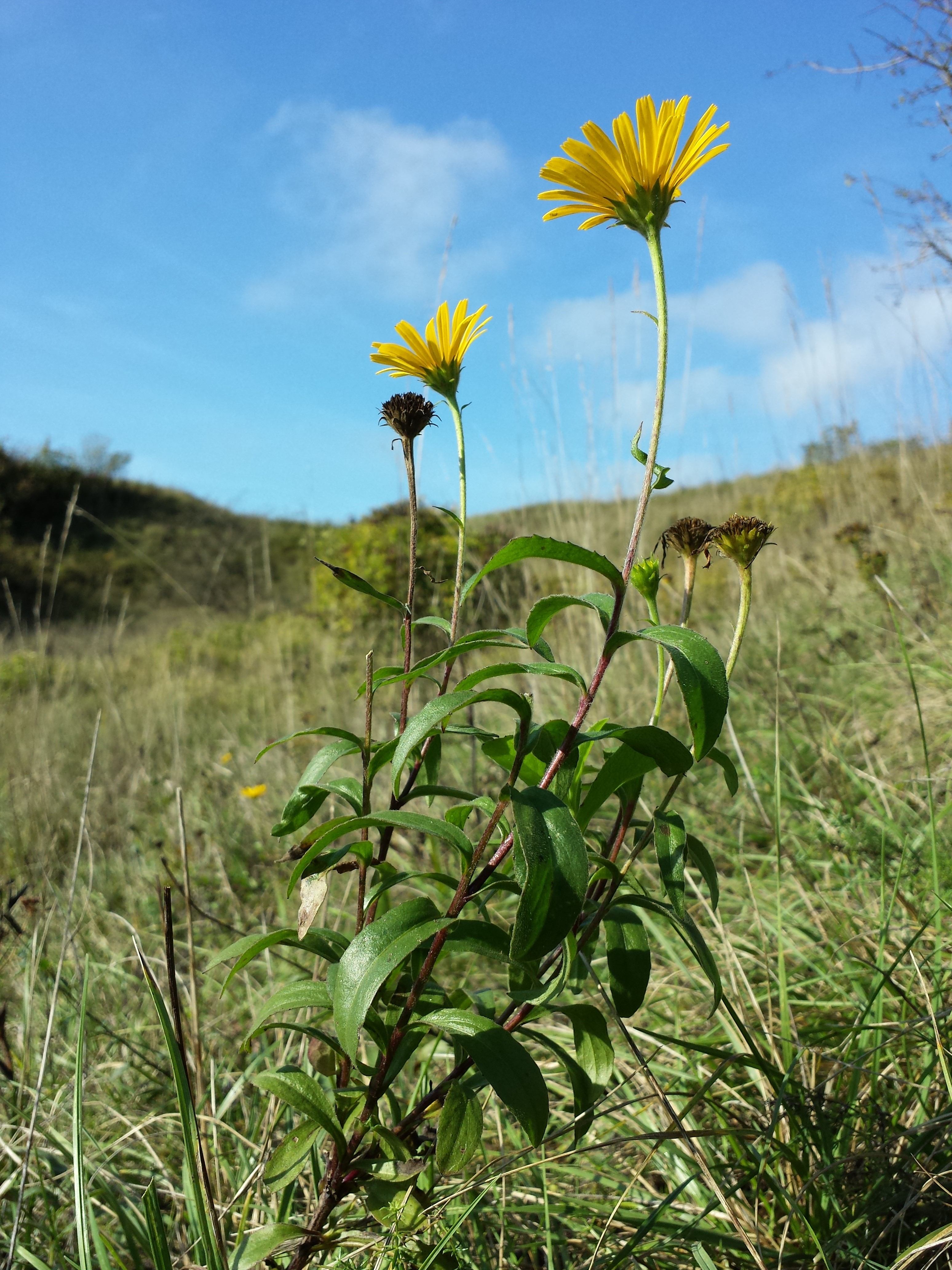
Pokrój

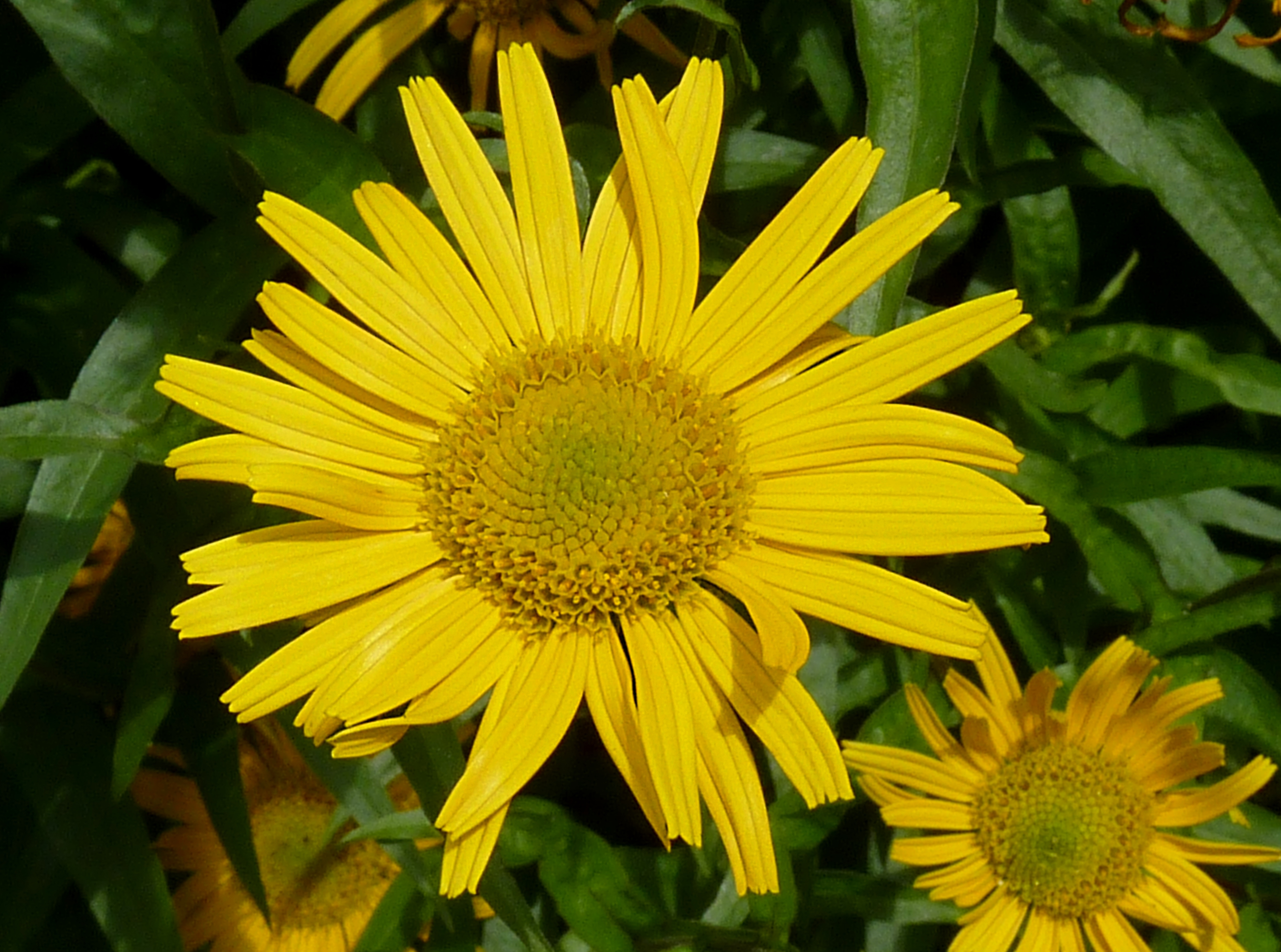
Kwiaty

PokrójŁodyga sztywno wzniesiona, prawie nie rozgałęziona, wysokość od 20 do 50 cm.
LiścieJajowato-lancetowate całobrzegie lub drobno ząbkowane, jedwabiście owłosione, obejmują łodygę, długość do 12 cm.
KwiatyZebrane w koszyczki kwiatowe o średnicy 3–6 cm, zewnętrzne kwiaty języczkowate, wewnętrzne rurkowate, żółtawożółte,  wyrastające pojedynczo na długich ulistnionych pędach. Kwitnie od czerwca do września.